# NGC 1511
NGC 1511 في الفهرس العام الجديد، هي مجرة، تقع في كوكبة حية الماء. اكتشفت في 2 نوفمبر 1834 بواسطة جون هيرشل.

## روابط خارجية
- NGC 1511 على موقع ويكي سكاي: DSS2, SDSS, GALEX, IRAS, Hydrogen α, X-Ray, Astrophoto, Sky Map, Articles and images